# نمایش باکتریایی
نمایش باکتریایی (به انگلیسی bacterial display L bacteriah surface display) یک تکنیک مهندس پروتئین است که برای تکامل پروتئین استفاده می‌شود، کتابخانه‌های پلی پپتیدهای نمایش داده شده بر سطح باکتری می‌توانند با استفاده از fiow cytometry یا biopanning غربال شوند. این تکنیک مهندسی پروتئین به ما اجازه مرتبط کردن عملکرد یک پروتئین با ژنی که آن را کد می‌کند، می‌دهد. نمایش باکتریایی می‌تواند برای پیدا کردن تارگت پروتئینی با ویژگی‌های دلخواه یا ساخت لیگاندهای تمایلی که اختصاصی سلول هستند مورد استفاده قرار گیرد. این سیستم می‌تواند در ساخت واکسن جدید، شناخت سوبسترای آنزیم و پیدا کردن تمایل یک لیگاند برای تارگت پروتئینی اش، مورد استفاده قرار گیرد. نمایش باکتریایی غالباً با MACS (magnetic-avtivated cell sorting) یا FACS (fluorcence-activated cell sorting) همراه می‌شود.